# Mur Turquia-Síria

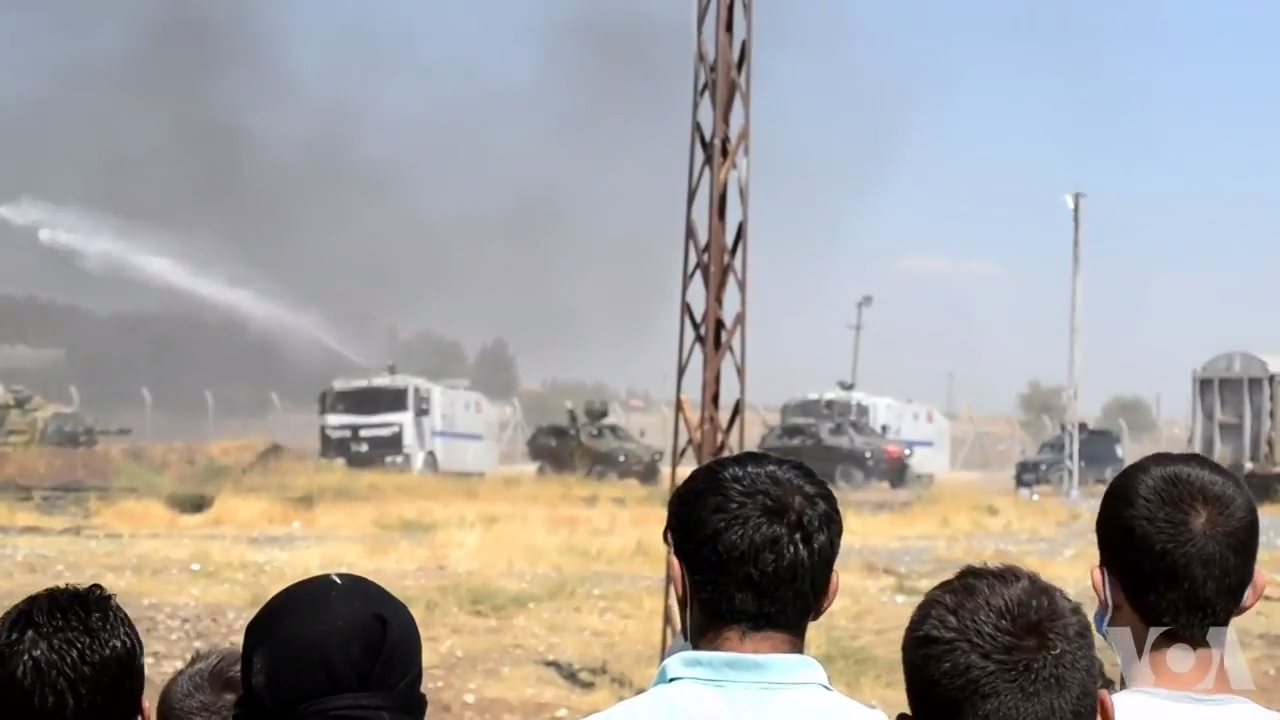
Guàrdies de fronteres turcs en vehicle blindat dispersen manifestants amb un canó d'aigua al llarg del mur Turquia-Síria a Kobanî.

El Mur Turquia-Síria és un mur i una tanca en construcció al llarg de la frontera entre Síria i Turquia destinada a prevenir la immigració il·legal i el contraban de Síria a Turquia. El mur de 828 kilòmetres ha estat construït per TOKI, una empresa estatal turca de construcció, i aplegarà tota la frontera sencera entre Turquia i Síria. Estarà compost de blocs de formigó de set tones amb filferro d'arç i tres metres d'alçada i dos metres d'amplada; inclourà 120 torres frontereres en llocs crítics i una carretera de seguretat amb patrulles militars regulars. La construcció havia començat en 2014, i 781 km del mur fronterer havien estat completats en desembre de 2017, i s'espera que estigués acabat a la primavera de 2018.